# Román Gastaldi
Román Andrés Gastaldi (Devoto, 25 settembre 1989) è un ex multiplista argentino.

## Biografia
Gastaldi ha preso parte alle prime competizioni nazionali nel 2009, arrivando primo nel decathlon ai Campionati argentini under 23 di Mar del Plata. Dall'anno successivo ha partecipato alle prime manifestazioni regionali, vincendo una medaglia di bronzo in Spagna ai Campionati ibero-americani di quell'anno. Attivo soprattutto in ambito sudamericano, ove ha vinto una medaglia d'oro ai Campionati sudamericani 2013 in Colombia e ai Campionati ibero-americani 2016 in Brasile, Gastaldi ha preso parte ai Giochi panamericani in Messico nel 2011, terminando sesto, e ai Mondiali di Russia nel 2013, fermandosi dopo il primo giorno di gare.

## Palmarès
| Anno | Manifestazione             | Sede           | Evento    | Risultato | Prestazione | Note |
| ---- | -------------------------- | -------------- | --------- | --------- | ----------- | ---- |
| 2010 | Sudamericani U23           | Medellín       | Decathlon | dnf       | dnf         |      |
| 2010 | Campionati ibero-americani | San Fernando   | Decathlon | Bronzo    | 7290 p.     |      |
| 2011 | Sudamericani               | Buenos Aires   | Decathlon | Argento   | 7545 p.     |      |
| 2011 | Giochi panamericani        | Guadalajara    | Decathlon | 5º        | 7826 p.     |      |
| 2013 | Sudamericani               | Cartagena      | Decathlon | Oro       | 7273 p.     |      |
| 2013 | Mondiali                   | Mosca          | Decathlon | dnf       | dnf         |      |
| 2014 | Giochi sudamericani        | Santiago       | Decathlon | dnf       | dnf         |      |
| 2014 | Campionati ibero-americani | San Paolo      | Decathlon | dnf       | dnf         |      |
| 2016 | Campionati ibero-americani | Rio de Janeiro | Decathlon | Oro       |             |      |
| 2017 | Sudamericani               | Asunción       | Decathlon | dnf       | dnf         |      |